# Ligne de Courtemaîche à Bure
La ligne de Courtemaîche à Bure est une petite (4,7 km) ligne ferroviaire dans le canton du Jura. Elle relie la gare de Courtemaîche, sur la ligne Delémont - Delle, à la place d'Armes de Bure.

## Histoire

### Création
Initié en 1948, le projet de place d'Armes fédérale à Bure doit faire face à une forte opposition locale, néanmoins le 11 décembre 1957, l'arrêté du Conseil fédéral est adopté par le Conseil national qui décide sa création et ouvre un crédit de plus de 20 millions de francs. En 1958, le département militaire fédéral de l'Armée suisse nomme le colonel Christian de Weck gérant et le colonel Bernard Mettraux intendant de la future place d'Arme. Le chantier de création est ouvert en 1960.
Voulue par les militaires, la décision de desservir le site de Bure par un embranchement ferroviaire, débutant au niveau de la gare de Courtemaîche sur la ligne de Delémont à Delle, est prise le 29 octobre 1960 par le Conseil fédéral. Les parcelles nécessaires à l'emprise de la voie ferrée sont vendues, le 27 décembre 1961 par l'assemblée communale de Courtemaîche.
L'avis de mise en chantier de l'embranchement de Couremaîche à Bure est affiché le 3 juin 1962. Les travaux sont en cours en 1963 et l'inauguration a lieu le 24 juin 1964. L'inauguration, de la Place d'arme a lieu le 20 avril 1968 et le premier cours militaire y est organisé à partir du 6 mai de cette même année.

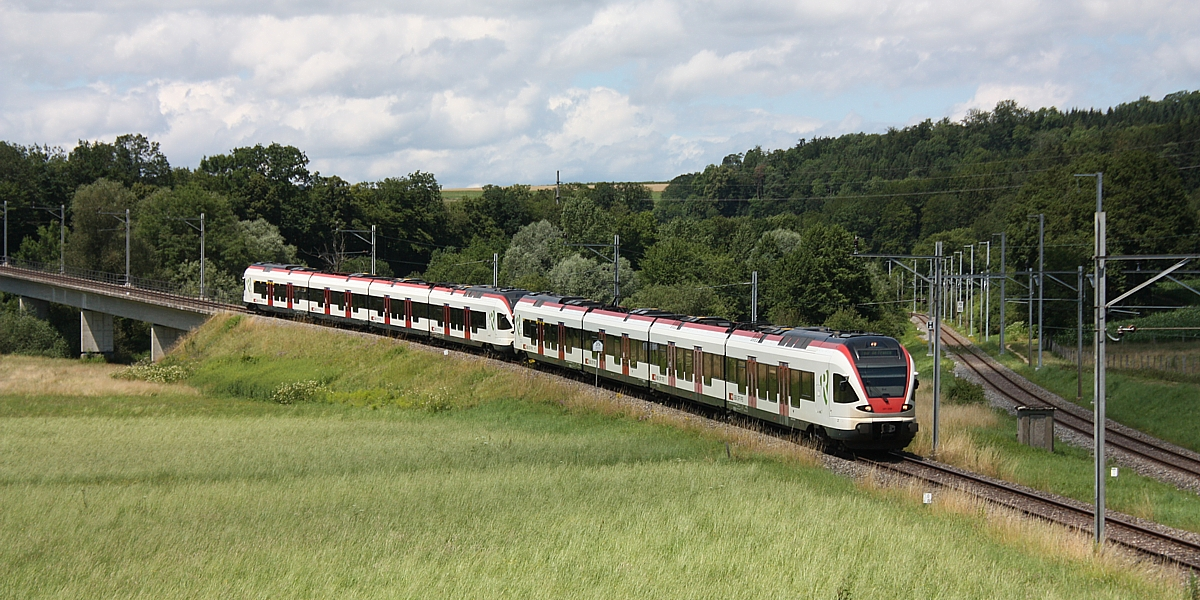
Stadler FLIRTs RABe 521 sur la ligne à l'occasion du Tour de France 2012 ; à droite, la ligne de Delémont à Delle, en direction de Delle.

### Tour de France 2012
Le 8 juillet 2012, la 8e étape du Tour de France 2012 s'achève à Porrentruy. Afin de parer à l’engouement populaire et pour éviter les embouteillages, le comité d'organisation de l'étape décide de garer les véhicules individuels sur le parking de la place d'Armes, et d'acheminer les spectateurs par le rail jusqu'au chef-lieu ajoulot. Deux trains composés chacun d'une paire de RABe 521 du S-Bahn bâlois en unité multiple relient Bure à la gare de Porrentruy à la cadence semi-horaire (toutes les 30 minutes). 

## Caractéristiques

### Tracé
Le profil de ligne est difficile (rampes de 45 ‰, dénivelé de 135 m sur 4,72 km).

### Équipement
La ligne est dès l'origine électrifiée avec le système CFF (CA 15 kV 16⅔ Hz, aujourd'hui 16,7 Hz) et équipée du block de ligne.

## Trafic

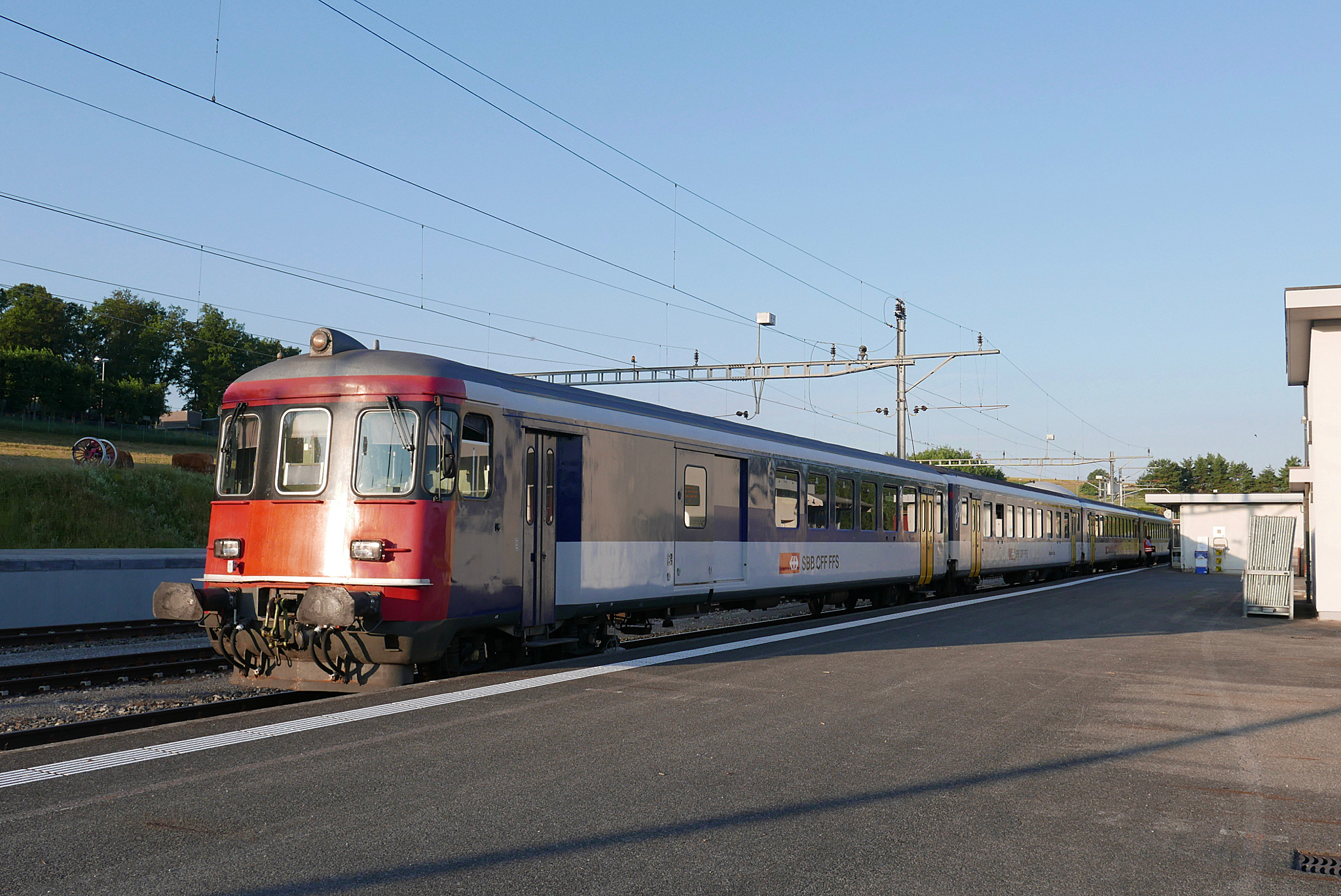
Lors des entrées en service et licenciement des militaires, des trains spéciaux (EXT) circulent entre Basel SBB et Bure. Ceux-ci sont strictement réservés aux militaires en service. Au départ de Basel SBB ces trains circulent le dimanche soir pour une arrivée avoisinant les 21h30. Dans le sens contraire, les trains coïncident avec les heures de licenciement de la fin de semaine.

La ligne, sauf exception, n'est utilisée que par des circulations destinées à la place d'arme, majoritairement du transport militaire : troupes, matériel, notamment des chars, et le ravitaillement de la place d'arme.